# Norfolk Scope

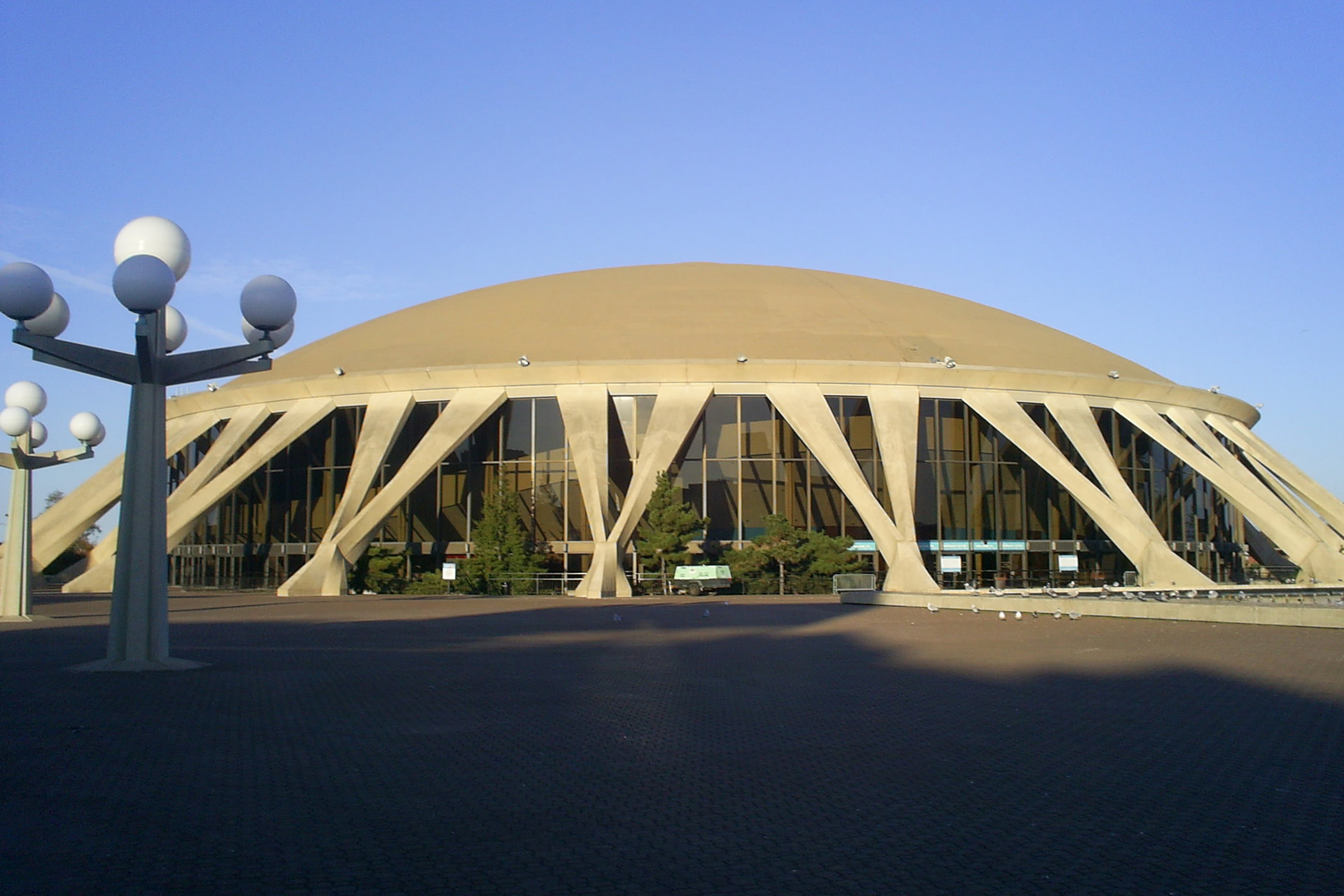

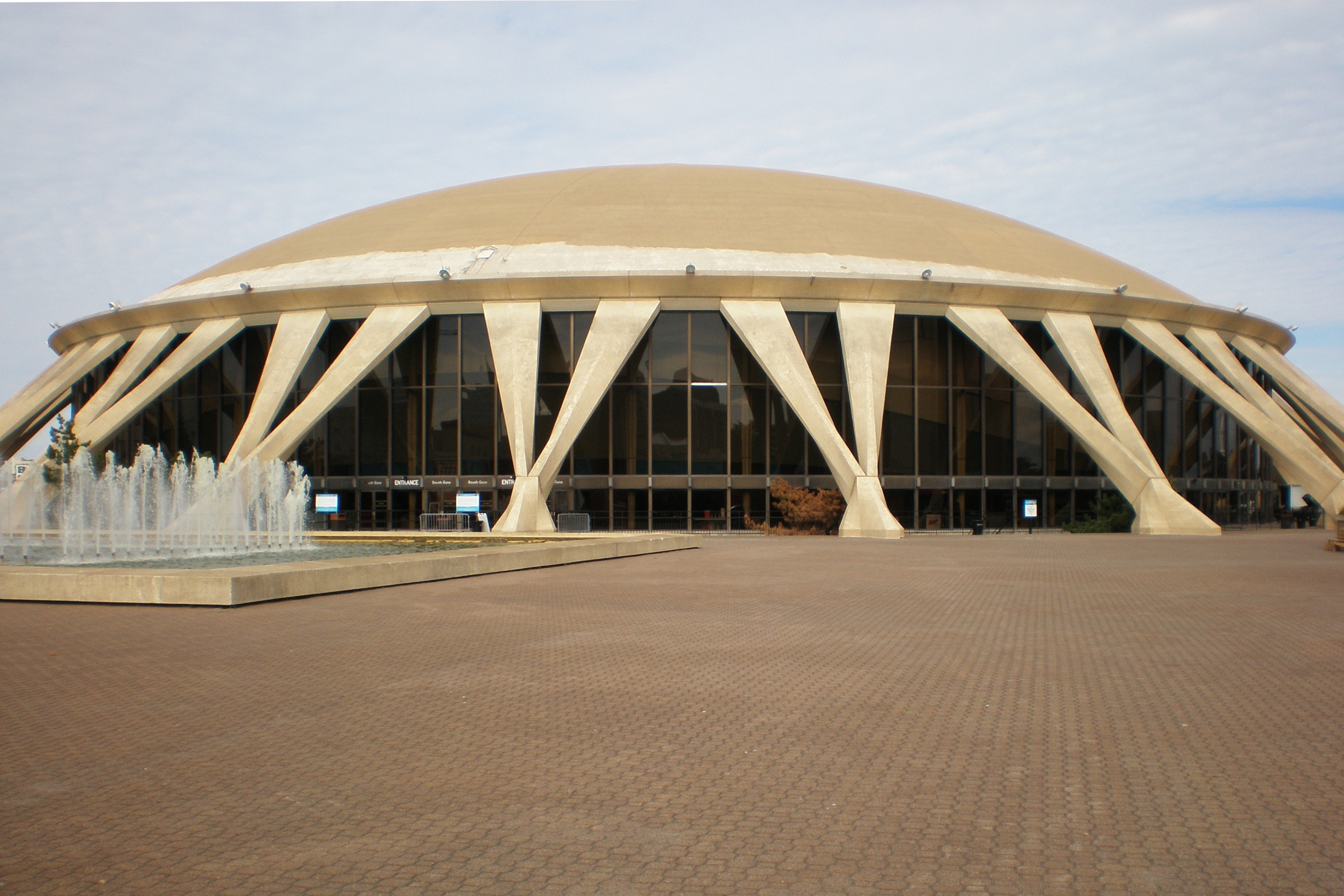

Norfolk Scope – arena sportowa umiejscowiona w mieście Norfolk w stanie Wirginia. 

## Historia
Hala został zaprojektowana przez włoskiego architekta Piera Luigi Nerviego. Budowa hali trwała 3 lata (1968 - 1971), zaś jej koszt budowy wyniósł 35 mln $.

## Informacje
- Lokalizacja : 201 E.Brambleton Ave Norfolk, VA 23510
- Data otwarcia: 1971
- Koszt budowy: 35 mln $
- Zaprojektowana przez: Pier Luigi Nervi i Williams and Tazewell

### Pojemność
- Hokej na lodzie: 8784
- Koszykówka: 10 253
- Koncerty: 10 253

## Wydarzenia

### Wrestling
- WCW Starrcade (1988 & 1991)
- WCW World War 3 (1995 & 1996)
- WWE The Bash (2004)
- TNA Destination X (2008)
- WWE SmackDown (2008)

### Koszykówka
- Mecz Gwiazd NBA All-Star (30 stycznia 1974)
- NCAA Women's Division I Basketball Championship - Mecz Final Four (29 marca 1982 & 3 kwietnia 1983)

### Boks

#### Gale boksu zawodowego
- Larry Holmes vs. Eric Esch - 2002
- Pernell Whitaker vs. James McGirt - 1994
- Pernell Whitaker vs. Santos Cardona - 1994
- Pernell Whitaker vs. Policarpo Diaz - 1991
- Pernell Whitaker vs. Jose Louis Ramirez - 1989
- Pernell Whitaker vs. Louis Lorneli - 1989
- Pernell Whitaker vs. Roger Mayweather - 1987
- Pernell Whitaker vs. Alfredo Layne - 1986
- Pernell Whitaker vs. John Senegal - 1985
- Pernell Whitaker vs. Mike Golden - 1985